# نيو غيم!
نيو غيم! (باليابانية: ニューゲーム، بالروماجي: Nyū Gēmu) (بالإنجليزية: New Game!)‏ هي سلسلة مانغا يابانية من تأليف شوتارو توكونو، نشرت من قبل هوبونشا في مجلة Manga Time Kirara Carat، منذ 28 يناير عام 2013، وتم تجميعها في 9 مجلدات تانكوبون. أنتجت المانغا إلى مسلسل أنمي تلفزيوني من استوديو دوغا كوبو، عرض الأنمي في 4 يوليو عام 2016 واستمر عرضه حتى 19 سبتمبر عام 2016، وتكون من 12 حلقة + 1 أوفا. عرض الموسم الثاني في 11 يوليو عام 2017 واستمر عرضه حتى 26 سبتمبر عام 2017، وتكون من 12 حلقة.

## القصة
تدور أحداث القصة عن آوبا سوزوكازي هي فتاة متخرجة من المدرسة الثانوية، وبدأت بالعمل في شركة أنجل جمب، وهي شركة تطوير ألعاب فيديو.

## الشخصيات
آوبا سوزوكازي (باليابانية: 涼風 青葉، بالروماجي: Suzukaze Aoba)
مؤدية الصوت: يوكي تاكادا
كو ياغامي (باليابانية: 八神 コウ، بالروماجي: Yagami Kō)
مؤدية الصوت: يوكو هيكاسا
رين توياما (باليابانية: 遠山 りん، بالروماجي: Tōyama Rin)
مؤدية الصوت: آي كايانو
هيفومي تاكيموتو (باليابانية: 滝本 ひふみ، بالروماجي: Takimoto Hifumi)
مؤدية الصوت: ميغومي ياماغوتشي
هاجيمي شينودا (باليابانية: 篠田 はじめ، بالروماجي: Shinoda Hajime)
مؤدية الصوت: ميغومي تودا
'يون إيجيما (باليابانية: 飯島 ゆん، بالروماجي: Iijima Yun)
مؤدية الصوت: أيومي تاكيو
نيني ساكورا (باليابانية: 桜 ねね، بالروماجي: Sakura Nene)
مؤدية الصوت: مادوكا أساهينا
أوميكو أهاغون (باليابانية: 阿波根 うみこ، بالروماجي: Ahagon Umiko)
مؤدية الصوت: تشيتوسي موريناغي
شيزوكو هازوكي (باليابانية: 葉月 しずく، بالروماجي: Hazuki Shizuku)
مؤدية الصوت: إيري كيتامورا
واكو تشيريستينا (باليابانية: 大和・クリスティーナ・和子، بالروماجي: Yamato Kurisutīna Wako)
مؤدية الصوت: كاوري نازوكا
موتشيجي موتشيزوكي (باليابانية: 望月 紅葉، بالروماجي: Mochizuki Momiji)
مؤدية الصوت: أريسا سوزوكي
تسوبامي نارومي (باليابانية: 鳴海 ツバメ، بالروماجي: Narumi Tsubame)
مؤدية الصوت: هيتومي أوادا
هوتارو هوشيكاوا (باليابانية: 星川 ほたる، بالروماجي: Hoshikawa Hotaru)
مؤدية الصوت: ماناكا إيوامي

## وصلات خارجية
- موقع الأنمي الرسمي باللغة اليابانية
- نيو غيم! على موقع ANN manga (الإنجليزية)